# Cotorreta d'ulleres
La cotorreta d'ulleres  (Forpus conspicillatus) és una espècie d'ocell de la família dels psitàcids que habita boscos, sabanes i matolls de l'est de Panamà, oest, nord i est de Colòmbia i sud-oest de Veneçuela.